# Murmelbach (Hassel)
Der Murmelbach ist ein orografisch rechter Nebenfluss der Hassel. Die Flussordnungszahl ist 6.

## Verlauf
Der Murmelbach entspringt auf etwa 485 m ü. NHN am Hoppelberg, fließt westlich um am Fuße des Murmelbergs in ein Sumpfgebiet zu fließen und nach südsüdwest abzuknicken. Noch innerhalb des Sumpfgebietes fließt der Bach, nördlich von Hagemühle rechtsseitig auf etwa 440 m Höhe in die Hassel zu münden. Die Gesamtlänge des Baches beträgt etwa 1,5 Kilometer. Der Murmelbach verfügt über keine Zuflüsse.

## Namensbedeutung
Beim Namen handelt es sich um eine klassische Zusammensetzung aus -Bach mit einem onomatopoetisch beschreibenden Verb. Hier ist es das althochdeutsche murmurôn, murmulôn – ab dem mittelhochdeutschen murmeln.